# 2,4,6-Trinitrobenzoesäure
Die 2,4,6-Trinitrobenzoesäure (kurz: TNBA von englisch 2,4,6-Trinitrobenzoic acid) ist ein explosiver Feststoff. Sie leitet sich sowohl von der Benzoesäure als auch vom Nitrobenzol ab. Die Struktur besteht aus einem Benzolring mit angefügter Carboxygruppe (–COOH) und drei Nitrogruppen (–NO2) als Substituenten.

## Darstellung
Die Darstellung erfolgt aus 2,4,6-Trinitrotoluol (TNT) durch Oxidation mit Natriumdichromat und Schwefelsäure. Als Oxidationsmittel können auch Salpetersäure, salpetersaure Kaliumchloratlösung oder Chromschwefelsäure verwendet werden.
Eine Decarboxylierung in kochendem Wasser führt zu Trinitrobenzol.

## Eigenschaften
Die 2,4,6-Trinitrobenzoesäure bildet gelbe, nadelförmige Kristalle. Sie weist aufgrund des −M-Effekts der drei Nitrogruppen eine deutlich höhere Acidität im Vergleich zur Benzoesäure, den Nitrobenzoesäuren und der 3,5-Dinitrobenzoesäure auf. Der pKs-Wert (0,65) ist daher entsprechend niedriger (Benzoesäure: 4,20).

### Explosionskenngrößen
2,4,6-Trinitrobenzoesäure ist ein explosionsgefährlicher Stoff. Sie ist in der Liste der explosionsgefährlichen Stoffe gemäß § 2 Abs. 6 des Sprengstoffgesetzes aufgeführt (Altstoffliste).
Wichtige Explosionskennzahlen sind:
- Explosionswärme: 2894 kJ·kg−1 (H2O (g))[5]
- Normalgasvolumen: 872 l·kg−1[5]
- Spezifische Energie: 871 kJ·kg−1[5]
- Stahlhülsentest: Grenzdurchmesser 2 mm[5]
- Bleiblockausbauchung: 28,3 cm3·g−1[5]
- Schlagempfindlichkeit: 10 N·m[5]
- Reibempfindlichkeit: keine Reaktion bis 353 N Stiftbelastung[5]

## Sicherheitshinweise
Bei 190 °C erfolgt exotherme Vorreaktion (Decarboxylierung) unter Freisetzung von Kohlenstoffdioxid zu Trinitrobenzol. Mit Schwermetallen werden explosive Salze gebildet, die empfindlich gegen Hitze und Schlag sind.